# Xã Southeast Marion, Quận Polk, Missouri
Xã Southeast Marion (tiếng Anh: Southeast Marion Township) là một xã thuộc quận Polk, tiểu bang Missouri, Hoa Kỳ. Năm 2010, dân số của xã này là 3.542 người.